# 愛·回家之開心速遞
《愛·回家之開心速遞》是由香港電視廣播有限公司製作的處境劇，先後由羅鎮岳、林建祥、梁耀堅及林瑋澄擔任監製，常駐演員包括劉丹、單立文、湯盈盈、滕麗名、呂慧儀、蘇韻姿、周嘉洛、古佩玲、林淑敏等。此劇為《愛·回家系列》的第四輯，於2017年2月20日首播。此劇集數最初定為180集，後來多次添加集數逾2000集，成為香港電視史上最長篇單部具有連貫劇情的處境劇。

## 製作

### 籌備
2017年1月，《愛·回家之八時入席》步入尾聲，準備播出大結局，因此曾於多套處境劇擔任監製的羅鎮岳開始籌備新一套處境劇，並在接受傳媒訪問時，表示此劇會與過往的處境劇類似，以家庭為主，也會從一間百貨公司的網購部開展故事。
此劇於2017年1月5日舉行試造型記者會，正式對外公佈主要演員陣容，當中包括劉丹、單立文、呂慧儀、湯盈盈等，並在同月開拍。2017年1月23日，此劇舉行開鏡拜神儀式。

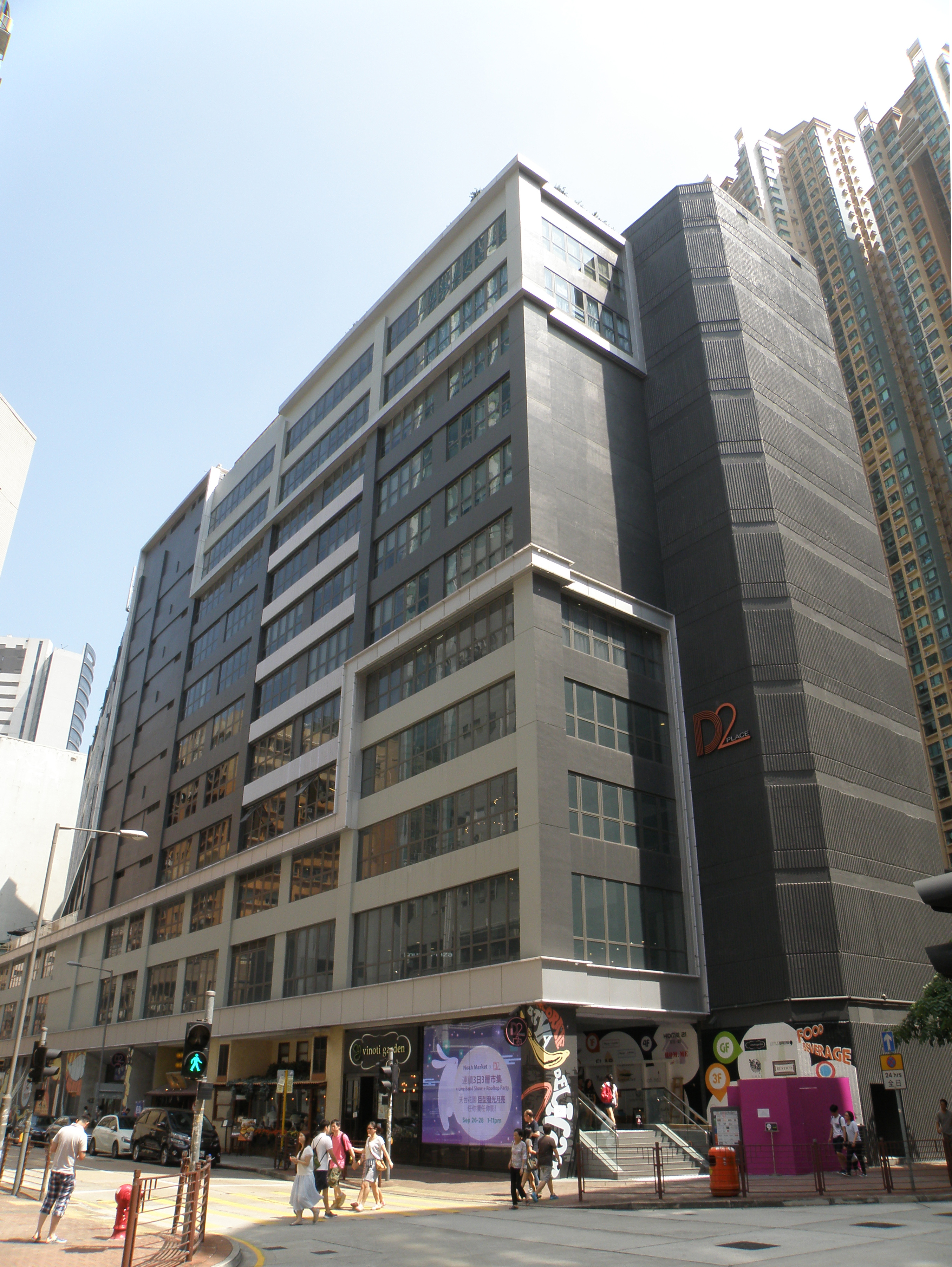
威龍商業大廈的取景地D2 Place

### 拍攝

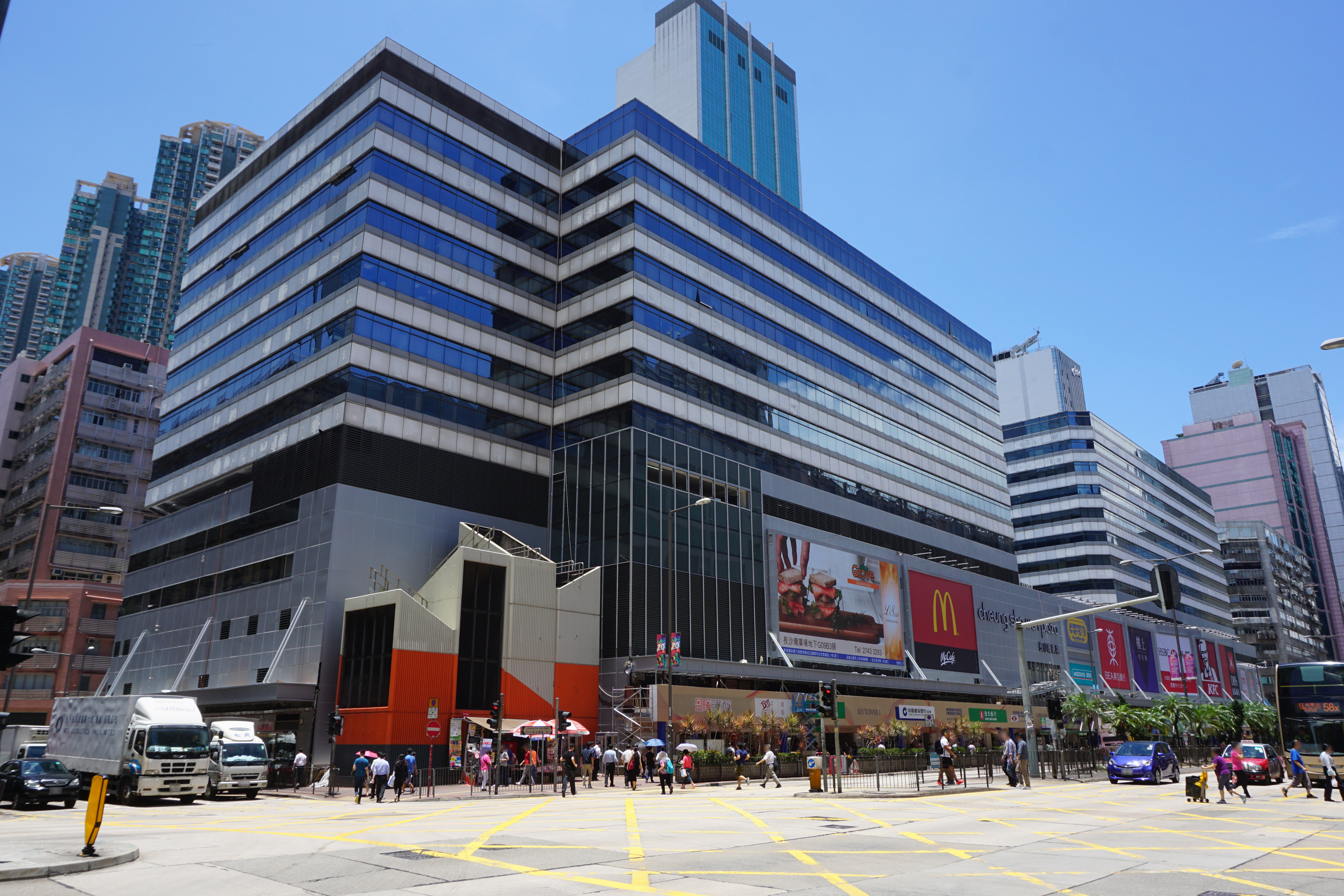
新威龍廣場的取景地長沙灣廣場

劇中大部分室內場景，如初戀Café、「尋寶圖」網店、熊家內部環境，均在錄影廠內拍攝。另外，劇中部分建築物的外觀輪廓是從現實中的建築物後期製作而成，例如新威龍廣場的取景地是長沙灣廣場、威龍商業大廈的取景地是D2 Place、列堤頓道99號的取景地是文華大廈。
另外，部分劇情採用實景外拍方式制作。如在2019年3月，熊若水（呂慧儀飾）和龔燁（張景淳飾）修成正果，正式成為情侶的一幕，是在中環終審法院大樓外拍攝。2024年6月，張龍（黃耀煌飾）向葉碧嘉（沈可欣飾）求婚的一幕，則是在譽港灣天橋拍攝。

### 屢添集數
此劇集數最初定為180集，其後數次添加集數，並先後打破《真情》的1128集紀錄及《香港八一至香港八六系列》的1330集紀錄，成為香港電視史上最長單部具有連貫劇情的處境劇。

## 播映
此劇於2017年2月20日在無綫電視翡翠台首播，初期播放時段為星期一至五晚上8時至8時30分，每集半小時。2019年10月23日，劇組在宣傳活動中宣布，自2020年1月起調整播映頻率，由每週五天改為每日（星期一至日）播出。2023年11月20日起，播放時間再度變更，改為星期一至五及星期日播出，週六暫停播映。2024年12月，監製林瑋澄在宣傳活動上公布，此劇自2025年1月6日起進一步縮減播映日數，僅於星期一至五播出。此外，此劇提供myTV SUPER點播服務，香港觀眾可於每集電視首播後7天內免費重溫該集。
香港以外的觀眾可通過Astro華麗台、翡翠台 (東南亞)等電視頻道或TVB Anywhere的收費OTT服務收看此劇。另外，此劇設有越南語版本，於SCTV9頻道播出。

## 主題曲
此劇在播出初期，起用歌曲《Latin Soul Strut》作為片頭音樂。2018年1月1日，主題曲改為由黃心穎主唱的《在心中》。然而，在許志安與黃心穎出軌事件被揭發後，不少網民要求更換主題曲，故主題曲於2019年4月17日起，被改為《在心中》的純音樂。到了6月24日，主題曲被改為由多名劇中演員合唱的《開心速遞》。2021年8月16日，主題曲改為由王灝兒主唱的《愛心灌溉》。2024年7月8日，此劇再度更換主題曲，改為姚焯菲主唱的《這個家》。
| 使用日期                     | 使用集數       | 歌曲／音樂       | 作曲                           | 填詞               | 主唱                                                                           | 來源   |
| ---------------------------- | -------------- | ---------------- | ------------------------------ | ------------------ | ------------------------------------------------------------------------------ | ------ |
| 2017年2月20日至12月29日      | 第1至224集     | Latin Soul Strut | D Glover、G Crockett、G Glover | 不適用（沒有歌詞） | 不適用（沒有歌詞）                                                             | [ 24 ] |
| 2018年1月1日至2019年4月16日  | 第225至557集   | 在心中           | 張家誠                         | 張美賢             | 黃心穎                                                                         | [ 24 ] |
| 2019年4月17日至6月21日       | 第558至605集   | 在心中           | 張家誠                         | 不適用             | 不適用                                                                         | [ 24 ] |
| 2019年6月24日至2021年8月15日 | 第606至1326集  | 開心速遞         | 朱俊傑                         | 楊熙               | 周嘉洛、吳偉豪、滕麗名、湯盈盈、林淑敏、鄭世豪、呂慧儀、蘇韻姿、單立文、張景淳 | [ 24 ] |
| 2021年8月16日至2024年7月7日  | 第1327至2326集 | 愛心灌溉         | 韋景雲                         | 楊熙               | 王灝兒                                                                         | [ 24 ] |
| 2024年7月8日起               | 第2327集起     | 這個家           | 張家誠                         | 張家誠、張美賢     | 姚焯菲                                                                         | [ 24 ] |

## 主要角色
- 劉丹 飾 熊樹根
- 單立文 飾 熊樹仁
- 湯盈盈 飾 高栢菲
- 滕麗名 飾 熊尚善
- 呂慧儀 飾 熊若水
- 張景淳 飾 龔燁
- 蘇韻姿 飾 熊心如
- 周嘉洛 飾 金城安
- 古佩玲 飾 申瑞素
- 羅樂林 飾 龍敢威
- 歐瑞偉 飾 吳家聰
- 林淑敏 飾 龍力蓮
- 許家傑 飾 宋瑞輝
- 李偉健 飾 龍力王
- 蘇恩磁 飾 佘秀琴
- 鄭世豪 飾 龍力士
- 樊亦敏 飾 白天娥
- 何晉樂 飾 龍舟
- 陳浚霆 飾 龍璟風
- 袁文傑 飾 潮偉
- 林漪娸 飾 薛絲
- 沈可欣 飾 葉碧嘉
- 何芷姍 飾 馬美娜
- 姚瑩瑩 飾 沈佳儀
- 楊明 飾 虹豆沙湯遠
- 莊思明 飾 張愛盈

## 爭議

### 與反修例運動及政治相關爭議
無綫電視於2019年8月23日以精簡人手為由，解僱約20位員工，當中包括此劇的兩名編導和一名節目統籌。其後，有疑似當日遭解僱的前員工在LIHKG討論區發文，內容指當日被解僱的20人是與曾支持反修例運動的個人言論有關。無綫電視在回應時重申，員工被解僱是由於公司收入受到香港市場不穩和政治動亂拖累，對前景構成隱憂，有需要調整業務和小量精簡人手。
2019年12月，此劇演員姚瑩瑩與其他藝人到訪香港警察總部，送上一幅印有香港夜景兼寫上支持句子的藍色橫額，以示支持香港警察，並與謝振中、郭嘉銓、江永祥等在反修例運動期間代表警方發言的警察公共關係科總警司及高級警司合照。事件被公開後，姚瑩瑩在Facebook發文，寫上：「正義的朋友(心照不宣)揮手區，無限感謝在心中。」事件令不少網民反感及發起罷看此劇，甚至要求劇組安排姚瑩瑩消失。部分網民更到此劇其他演員的Instagram專頁，留言表示「姚瑩瑩撐警！愛回家？不了！」
2020年9月9日播出的第993集，有網民發現當中一個清潔辦公室的場景中有一對放在電腦螢幕上的黃色手套，當中一隻手套五指張開，另外一隻則舉起中指，與反修例運動「五大訴求，缺一不可」的代表手勢相同，而手套顏色亦為反修例運動的象徵顏色之一。其後，社交媒體專頁「時聞香港」指黃色手套「五一手勢」出現了十四秒，有網民表示會罷看此劇。到了9月10日傍晚，該集於MyTV SUPER的片段更換為遠鏡畫面，原因為「街外觀眾經『對外事務科』投訴」。9月16日，《香港01》、《文匯報》等媒體透露，負責拍攝該集節目的一名導演懷疑被無綫解僱。無綫電視回應時表示，有負責該場戲拍攝的導演於調查期間突然辭職。
2021年4月13日播出的第1207集，角色譚道德（陳榮峻飾）與女兒譚育英（林凱恩飾）在開首兩分鐘宣傳全民國家安全教育日。透過兩人的對話，指出國家安全範圍廣泛，沒有經濟安全，就無法保障銀行存款；沒有食物安全，病從口入，沒法上班上學；沒有生態安全，會影響所有人的生活和健康。此集播出後，部分網民批評編劇硬銷手法令人生厭。然而，亦有中國內地網民對這個情節表示支持，並認為這顯示香港在香港國安法實施後重回正軌。

### 與2019冠狀病毒病疫情相關爭議
因全球疫情嚴峻，2021年5月10日播出的第1234集，角色熊樹根（劉丹飾）在開首宣傳疫苗接種計劃，還詳細介紹可接種的地方及日期，但因此劇角色在劇中均沒有配戴口罩，故被一些觀眾批評沒有說服力，更嘲諷此劇角色處於平行時空。
在2022年的第五波疫情期間，此劇演員羅樂林及周嘉洛在2月下旬先後確診，故劇組全面停工5天，進行消毒。3月1日，此劇有限度恢復拍攝，但監製表示會減少拍攝人數及場次。然而，由於當時只有非常少演員仍能繼續拍攝，令部分集數只有幾位演員演出，如第1549集「另一國度」及第1557集「無限輪迴」。在4月21日播出的「人生走馬燈」一集，幾乎全部都是剪接昔日片段，有近一半時間都是舊片重溫，故片尾的演員名單只出現劉丹、李偉健和滕麗名三個名字。此集播出後，有觀眾批評製作團隊只是不斷「炒冷飯」，將舊片堆砌成一集，欠缺誠意。

### 其他爭議
2020年2月23日播出的第794集「瓜得補習社」中，其中一幕提及一位假扮弱視的男學生，帶同一頭導盲犬到補習社，該頭導盲犬除了失禁，還撲向朱凌凌（吳偉豪飾）令其受傷，暗示該導盲犬亂吠和亂咬人。香港導盲犬協會批評該情節醜化導盲犬，有誤導及歧視成份，並有網民要求無綫電視公開道歉及澄清。
2020年3月15日播出的第817集，有網民發現片尾播出的下集預告中，出現兩款異色版高海千歌模型，並有人爆料內部通知，分別將5款《美少女戰士》及1款《LoveLive!》模型改色。此事令網民質疑無綫電視侵犯版權，亦有人投訴對白有貶低動漫文化之嫌。該集最終被暫時抽起作修正，並改於2020年3月26日播出。
2021年3月8日播出的第1171集中的植入式廣告成為不少觀眾的焦點。全集圍繞屯門一座政府大樓，演員透過對白介紹大樓設施及服務，包括換領新智能身份證的安排等等。之後易苗（林秀怡飾）行禮，熊若水（呂慧儀飾）及熊心如（蘇韻姿飾）等人大讚場地浪漫溫馨，又介紹場地可以容納百人。一些觀眾認為今集猶如政府宣傳片，建議直接開一個廣告節目介紹政府設施及政策。不過亦有不少網民覺得既有劇情又可以向市民介紹政府部門的服務，一舉兩得。
2021年12月5日播出的第1438集，劇中艾頓壯（焦浩軒飾）到酒吧結識偽娘（李君妍飾），該情節被部分網民稱已觸犯《電視通用業務守則 — 節目標準》中，有關持牌人不得在節目內加入可能導致任何人士或羣體基於性別、性取向等原因，而遭人憎恨、畏懼或受到污蔑侮辱的相關條文，要求無綫電視向受影響的群體致歉，並將有關集數下架。

## 迴響及評價

### 故事線
此劇的感情線經常引起網民討論。2017年12月，多對劇中組合先後在社交平台合作演繹「愛的手勢舞」，在網絡掀起一股熱潮。
在熊若水（呂慧儀飾）和龔燁（張景淳飾）的感情線中，兩人從最初冤家路窄，到開始對彼此有好感，最終成為情侶，呂慧儀與張景淳演出精彩，感動不少電視觀眾，吸引大量粉絲收看龔水劇情，推高收視。第280集「燁來愈愛你（下）」是張景淳當時離開劇組前的最後一集，劇情提及龔燁叫熊若水假扮自己的女朋友去見他的爸爸龔友（蔡國慶飾），令「龔水粉」不捨，該集錄得28.9點收視；第534集「白色情人節」龔水二人終於成為情侶，錄得29.4點收視。於第557集，曹達華（劉一飛飾）出現追求已為龔燁女朋友的熊若水一集，更錄得30.7點收視。粉絲們亦相當著緊龔水戀情的發展，每當有角色介入戀情，都會引起熱話。例如2020年喜湘飛（趙希洛飾）以龔燁初戀女友身份介入戀情、葉碧嘉（沈可欣飾）勸熊若水與龔燁分手、2021年角色劉德華（崔錦棠飾）追求熊若水，都引起不少「龔水粉」關注。此劇令兩個演員演技得到發揮，人氣急升。在第1214集「墜機驚魂」，熊若水以為未婚夫龔燁墜機身亡，對此傷心欲絕，呂慧儀演技獲讚出色，被指好戲、哭戲牽動人心，具感染力，更稱她擁有視后級演技。除此之外，第1396集更加入穿越元素，龔丸（黃俊豪飾）以「龔水」未來兒子身份出演，獲讚賞題材破格、劇情高質。在第1459集至1461集一連三集播出龔燁與熊若水結婚的故事，二人於長島酒店正式結成夫婦。

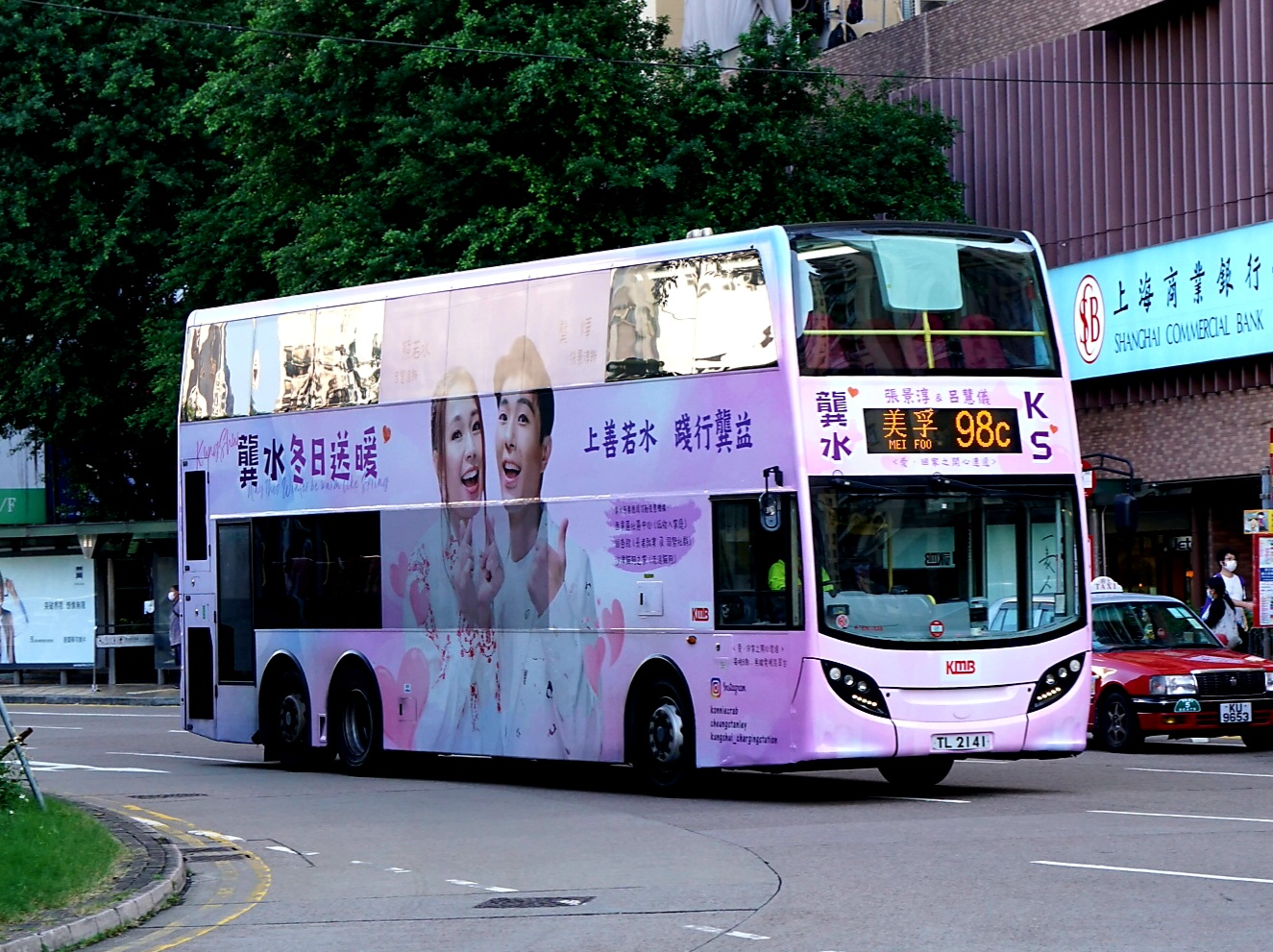
刊登全車身廣告的九龍巴士98C線巴士，以「上善若水 踐行龔益」為主題

2018年，張景淳在《觀眾在民間電視大獎2018》中獲得「民選最佳男配角」及「民選飛躍進步男藝員」，更與呂慧儀一同獲得「民選最佳戲劇拍檔」。另外，《觀眾在民間電視大獎2018》和《觀眾在民間電視大獎2019》連續兩年的「民選最佳劇集橋段」均由此劇「龔水」戲劇橋段奪得。2021年5月29日，一眾「龔水粉」趁龔水訂婚的那一集播出一週年，豪花六十萬在多個鬧市場地買下燈箱廣告應援，包括坑口巴士站廣告、將軍澳及調景嶺站當眼燈箱廣告及旺角英皇投資理財中心大廈戶外大型電視廣告，可見這對劇中情侶深受粉絲愛戴。2021年12月9日，為了預祝12月27日龔水結婚的劇情播出，「龔水黨」特別豪擲六位數字金額為「龔水」展開一系列的應援計劃，包括在旺角電腦中心，長沙灣廣場及旺角英皇投資中心三大戶外電視屏幕賣廣告，播放「龔水」精華甜蜜片段，亦於九巴刊登全車身廣告，主力行走九龍巴士98C線。此外，粉絲們買下20個巴士站燈箱廣告佔領各區，包括將軍澳、尖沙咀、旺角、荃灣、沙田、大埔等，更以偶像的名義去當義工幫助社會，包括發起去照顧流浪貓狗、將物資贈送給暫托貓狗的機構、將口罩贈送給西貢低收入家庭、派發飯盒及水果予長者和弱勢社群等。呂慧儀、張景淳分別接受傳媒訪問時，對於粉絲的支持感到非常驚喜，亦感謝粉絲心意。2021年12月12日，呂慧儀及張景淳更一同現身旺角與二人的大型應援廣告打卡答謝支持。
在龍力蓮（林淑敏飾）與宋瑞輝（許家傑飾）的感情線中，從龍力蓮單戀宋瑞輝，至二人的「初戀無限Feel」系列，到二人秘密拍拖，均獲廣大迴響。在第355集「初戀無限Feel之最終回」中，龍力蓮由教堂去追因對自己人盡可夫的行為而大受打擊的宋瑞輝，直至到行人天橋上與宋瑞輝表達對其的愛意，林淑敏的演技被有不少網民稱讚發揮了精彩的喜劇、悲劇的演出，更稱她是視后級的演技。除此之外，她從平日大小姐的招牌黑面、或是龍小蓮的懷春少女感覺的害羞或傷心無奈地含淚的演出，演技都相當出色，令她從2017年9月起開始廣受觀眾認識，亦獲得討論區網民推舉為《萬千星輝頒獎典禮2017》「最佳女配角」之熱門人選。翌年林淑敏持續的出色表現終令她成功獲得《萬千星輝頒獎典禮2018》「最佳女配角」。在2017至2018年的《觀眾在民間電視大奬》中，林淑敏更以大比數連莊勇奪「民選最佳女配角」。其後，二人再於第597集「戰鬥吧！輝」扮演《天若有情》，更錄得30.9點收視。2022年1月2日，「蓮輝CP」林淑敏、許家傑更在《萬千星輝頒獎典禮2021》中獲得「最受歡迎電視拍檔」。

### 劇情
第542集「Hip Hop耆兵」當中，熊樹根（劉丹飾）、龍敢威（羅樂林飾）、譚道德（陳榮峻飾）及馬豹（黎彼得飾）四人組成的組合「大四喜」在劇中Rap歌。劇情提及四人原來預備好歌詞，但工作人員臨時通知參賽者改了賽制，令他們不禁擔心自己會否在人前出醜。然而，當他們想到人生有甚麼大事自己沒有經歷過時，終於鼓起勇氣「Rap歌」。該集一出即在網上爆紅，曾一度引起極大迴響，該集精華片段在YouTube累計點擊率逾一百四十萬。該集更錄得28.9點收視，令此劇連續11週居全週收視冠軍。
另外，劇組為了讓劇情貼近社會環境及民生時事，經常把社會時事加入到劇本創作中，令部分網民認為此劇劇情十分「貼地」，更形容為「神劇」。如在2025年4月播出的一集中，熊樹根（劉丹飾）排隊搶購爆紅的潮玩公仔「BABOBO」，希望掃貨轉賣賺錢，但因答不出與「BABOBO」有關的問題，被工作人員要求離開。這段劇情引起大批網民討論，表示故事內容與近日發生的「黃牛排隊黨」買吉伊卡哇公仔時，因把公仔名稱說成「Kawachii」而被請離場的事件非常相似，並大讚劇組緊貼時事。
然而，此劇的劇情發展也引發部分觀眾的批評。2024年6月，有網民以標題「依家套愛回家仲應唔應該叫愛回家？」（現在這套《愛·回家》還應不應該叫「愛回家」？）在LIHKG討論區發文，批評此劇失去了原有的宗旨，劇情走回老套輪迴套路，龍家兄弟姊妹互相傷害以及增加了家庭和朋友間的矛盾和爭鬥等，缺乏了「愛」的表現，也缺乏很多往日劇情帶來的溫暖。

### 演員及角色
此劇部分年輕演員出身自無綫電視藝員訓練班或香港小姐競選，他們通過參演此劇獲得觀眾關注，並憑出色的演技獲得獎項肯定，更因此獲得更多演出機會。周嘉洛於2017年參演此劇時只有22歲，他在此劇飾演廢青「金城安」，演出受觀眾注目和讚賞，更因此屢獲殊榮，如在《萬千星輝頒獎典禮2019》以24歲之齡奪得「最佳男配角」獎。隨後，他更在多套電視劇（包括《回歸》、《痞子殿下》及《寵愛Pet Pet》）中擔任重要角色。另外，飾演唐依的葉蒨文以及飾演貝候玲的李芷晴，皆因此劇而受觀眾留意。兩人於2025年更以「愛回家女神」的名義，獲安排參與戀愛綜藝節目女神配對計劃。
然而，此劇播出期間，部分主要演員因檔期衝突或其他因素而被迫中途退出，引發觀眾不捨，在網絡上掀起熱議。2018年，龔燁（張景淳飾）被交代為熊若水（呂慧儀飾）頂罪而辭職，令大批網民大感不捨，在劇集討論區發起「龔燁行動」（諧音：「工業行動」），希望能使龔燁能盡快返回劇組「回水」。張景淳其後於2018年7月重返劇組，並於8月1日播出的第376集「水的燁緣（上）」中再度登場。然而，張景淳於2022年年初疑似被雪藏，再度暫別本劇，其飾演的龔燁被安排到外地公幹，引起網民討論。張景淳最終於2022年4月重返劇組，並於同年5月再次登場。部分重要角色更因演員中途退出而被迫倉促收尾。2023年10月，於劇中飾演吳家聰（歐瑞偉飾）女友Rachel的孫慧雪誕下第二胎後，決定離開無綫電視，因此其所飾演的角色被安排在法國學廚期間另結新歡。2024年，鄭世豪與無綫約滿離巢後，其所飾演的龍家長子龍力士亦被安排在維也納公幹時重遇雷珍妮（陳思圻飾），決定留在外國生活。

### 獎項
林淑敏和周嘉洛分別於2018年及2019年的《萬千星輝頒獎典禮》憑此劇奪得「最佳男女配角」殊榮。此劇於《萬千星輝頒獎典禮2020》中榮獲「萬千光輝演藝大獎」，成為自頒獎禮成立以來第一套獲得該獎項的劇集。林淑敏及許家傑憑此劇於《萬千星輝頒獎典禮2021》獲頒「最受歡迎電視拍檔」獎，樊亦敏於《萬千星輝頒獎典禮2022》亦憑「三太」一角獲頒「最受歡迎電視女角色」獎，姚焯菲於《萬千星輝頒獎典禮2024》亦憑《這個家》獲頒「最佳電視歌曲」獎，令此劇成為目前唯一於六屆《萬千星輝頒獎典禮》中獲得獎項的劇集，同時超越《愛·回家 (第一輯)》成為目前於最多屆（八屆）獲得提名的劇集。
| 單位               | 年份 | 獎項               | 得獎者／作品                                                                                           | 參考來源 |
| ------------------ | ---- | ------------------ | --- | -------- |
| 萬千星輝頒獎典禮   | 2018 | 最佳女配角         | 林淑敏                                                                                                 | [ 64 ]   |
| 萬千星輝頒獎典禮   | 2019 | 萬千光輝演藝人大獎 | 劉丹                                                                                                   | [ 98 ]   |
| 萬千星輝頒獎典禮   | 2019 | 最佳男配角         | 周嘉洛                                                                                                 | [ 92 ]   |
| 萬千星輝頒獎典禮   | 2020 | 萬千光輝演藝大獎   | 《愛·回家之開心速遞》                                                                                  | [ 94 ]   |
| 萬千星輝頒獎典禮   | 2021 | 飛躍進步女藝員     | 姜麗文                                                                                                 | [ 99 ]   |
| 萬千星輝頒獎典禮   | 2021 | 最受歡迎電視拍檔   | 林淑敏、許家傑                                                                                         | [ 66 ]   |
| 萬千星輝頒獎典禮   | 2022 | 最受歡迎電視女角色 | 白天娥（三太）（樊亦敏 飾）                                                                            | [ 95 ]   |
| 萬千星輝頒獎典禮   | 2023 | 最具潛質新人       | 古佩玲                                                                                                 | [ 100 ]  |
| 萬千星輝頒獎典禮   | 2024 | 最佳電視歌曲       | 這個家（主唱：姚焯菲）                                                                                 | [ 97 ]   |
| 觀眾在民間電視大奬 | 2017 | 民選最佳女配角     | 林淑敏                                                                                                 | [ 65 ]   |
| 觀眾在民間電視大奬 | 2018 | 民選最佳劇集       | 愛·回家之開心速遞                                                                                      | [ 51 ]   |
| 觀眾在民間電視大奬 | 2018 | 民選最佳男配角     | 張景淳                                                                                                 | [ 51 ]   |
| 觀眾在民間電視大奬 | 2018 | 民選最佳女配角     | 林淑敏                                                                                                 | [ 51 ]   |
| 觀眾在民間電視大奬 | 2018 | 民選飛躍進步男藝員 | 張景淳                                                                                                 | [ 51 ]   |
| 觀眾在民間電視大奬 | 2018 | 民選最佳戲劇拍檔   | 張景淳、呂慧儀                                                                                         | [ 51 ]   |
| 觀眾在民間電視大奬 | 2018 | 民選最佳劇集橋段   | 呂慧儀、張景淳／（第266集） 熊若水與龔燁被困密室，龔燁指示熊若水模仿某電視劇角色吃掉家明充飢般吃掉自己 | [ 51 ]   |
| 觀眾在民間電視大奬 | 2019 | 民選最佳劇集橋段   | 呂慧儀、張景淳／（第534集） 白色情人節龔燁和熊若水於中環終審法院表白                                   | [ 52 ]   |

## 外部連結
- 《愛．回家之開心速遞 》 北美TVB網上串流平台 免費點播！ （页面存档备份，存于）
- 《愛．回家之開心速遞》myTV SUPER 節目重溫 （页面存档备份，存于）
- 《愛．回家之開心速遞》每集內容 （页面存档备份，存于）
- 豆瓣电影上《愛·回家之開心速遞》的資料 （简体中文）